# Тараба
Тара́ба (англ. Taraba State) — один із 36 штатів у складі Нігерії. Розташований на південному сході країни. Адміністративний центр — місто Джалінго.

## Історія
Штат був утворений 27 серпня 1991 року із південної частини штату Гонгола.

## Адміністративний поділ
До складу штату входили спочатку 14 районів, пізніше було утворено ще 2:
| Район        | Площа, км² | Населення, осіб (2006) |
| ------------ | ---------- | ---------------------- |
| Ардо-Кола    | 2262       | 86921                  |
| Балі         | 9146       | 208935                 |
| Вукарі       | 4308       | 241546                 |
| Гассол       | 5548       | 244749                 |
| Гашака       | 8393       | 87781                  |
| Джалінго     | -          | -                      |
| Донга        | 3121       | 134111                 |
| Зінг         | 1030       | 127363                 |
| Ібі          | 2672       | 84054                  |
| Йорро        | 1275       | 89410                  |
| Карім-Ламідо | 6620       | 195844                 |
| Курмі        | 4353       | 91531                  |
| Лау          | 1660       | 96590                  |
| Сардауна     | -          | -                      |
| Такум        | 2503       | 135349                 |
| Усса         | 1495       | 92017                  |